# Iglesia de Santa María del Monte Carmelo (Madrid)

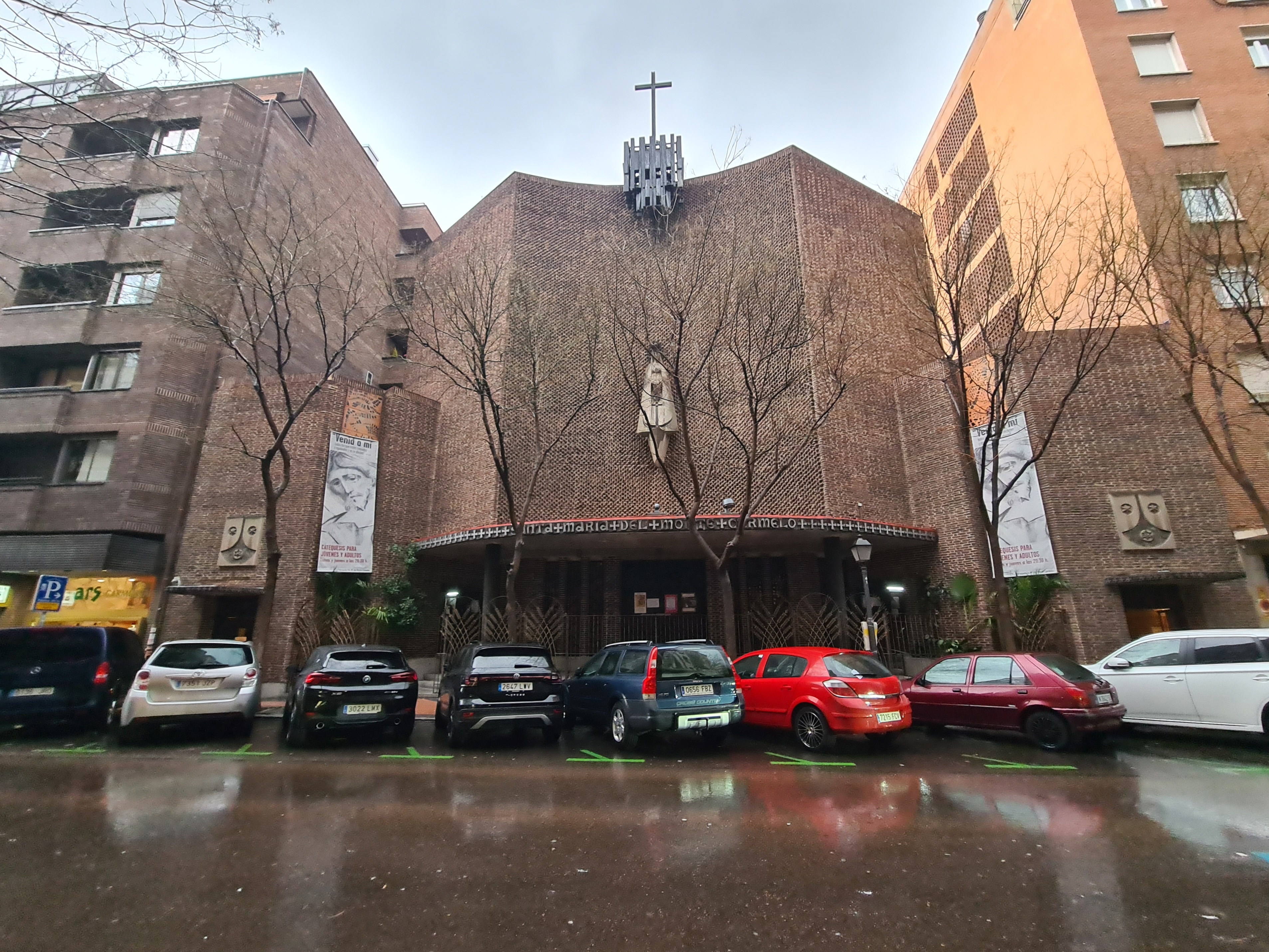
Fachada de la iglesia de Santa María del Monte Carmelo de Madrid

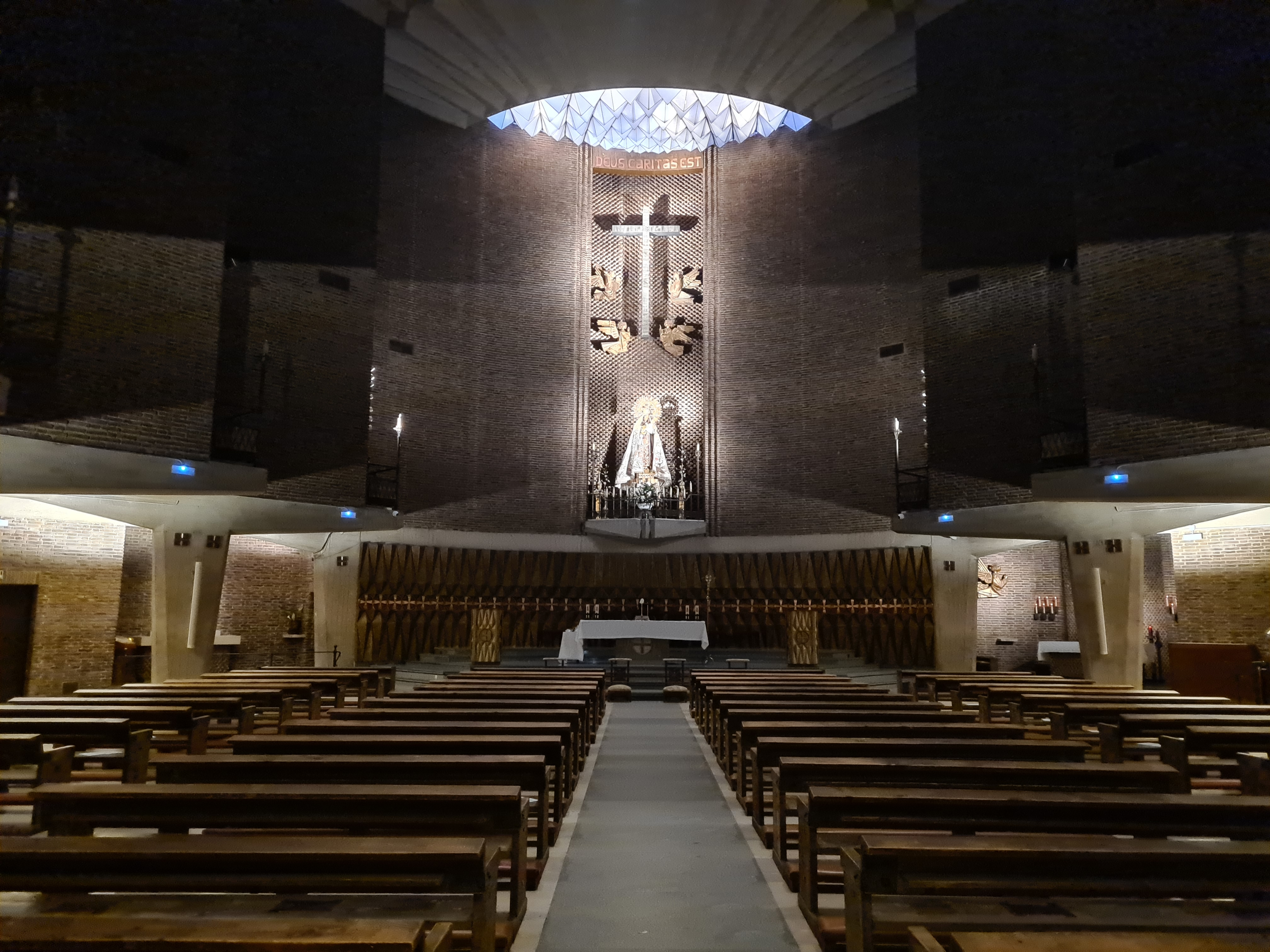
Interior del templo, con la imagen titular en el presbiterio

La iglesia parroquial de Santa María de Monte Carmelo es un templo católico de la ciudad de Madrid propiedad de la orden carmelita. Fue diseñada por Luis Gutiérrez Soto y construida entre 1960 y 1966. Está situada en la calle de Ayala n.º 37.

## Edificio
Se construyó sobre otra iglesia carmelita anterior, levantada en 1924, cuya comunidad sufrió en 1936 el asesinato de cinco de sus miembros, entre otros el superior, Alberto María Marco Alemán, fusilado en Paracuellos de Jarama. El nuevo templo, iniciado en 1960 y concluido en 1966, consta de una cripta, una iglesia y un espacio residencial. El primer elemento en ser construido fue la cripta (1962). 
El diseño de Fernández Soto se enfrentaba a la dificultad de dar luz natural a un solar que estaba situado entre las paredes medianeras de los edificios que lo flanquean. Lo resolvió gracias a una abertura cenital sobre el altar y a un diseño en abanico de la iglesia. El material predominante es el ladrillo rugoso, cuyo aparejo cambia en las zonas de mayor importancia simbólica, como el paño central de la fachada principal (coronada por una cruz de aluminio) o, en el interior, en el del presbiterio, donde está la imagen titular de la parroquia.
Los ventanales fueron decorados con vidrieras diseñadas por Manuel Molezún.
Es la única iglesia que Fernández Soto diseñó en la ciudad de Madrid.

## Actividad pastoral
En los años sesenta y setenta fue un activo lugar de conferencias, proyecciones cinematográficas y actividades culturales, hasta el punto de hacerse conocido coloquialmente como el Capucha´s club.
Con el tiempo, en la parroquia tuvieron sede distintas comunidades del Camino Neocatecumenal.